# Piélagos
Piélagos est une ville espagnole située dans la communauté autonome de Cantabrie.

## Camino del Norte
Le hameau Boo de Piélagos qui fait partie de la commune, est une étape du Camino del Norte. Il possède un gite destiné aux pèlerins. La voie ferrée permet de rejoindre, via une variante, la hameau de Mogro (Miengo) de l'autre côté de la rivière, et économiser une boucle de 8 km à pieds.